# Stripsearch
«Stripsearch» es una canción de Faith No More de álbum de estudio, Album of the Year, y fue lanzado como sencillo a finales de 1997. Fue el último sencillo del álbum que se publicó antes de la separación de la banda, aunque otro sencillo sería lanzado más tarde, una versión de «I Started a Joke» de los Bee Gees.

## Estilo musical
La canción se basa en una canción escrita por el guitarrista Jon Hudson, compuesta en formato MIDI simple, por lo tanto el sonido electrónico pesado.

El bucle en el principio hizo una diferencia. Antes lo ponemos en, la canción sonaba más como Queensrÿche. Pero después del bucle, que sonaba más como Portishead o algo así. Se le dio una, diferente inclinación más oscuro. No sonaba como una banda de rock más.

## Vídeo musical
El vídeo de «Stripsearch» fue filmado en Berlín. Fue dirigido por Philip Stolzt, basada en un guion escrito por Billy Gould. En el video, Mike Patton camina a través de partes de la ciudad. Aproximadamente a mitad de camino, él llega a un puesto de control militar y se sitúa en la parte posterior de una fila en la que también están situados los demás miembros de la banda. Cuando llega al frente, él entrega su pasaporte para la inspección. El hombre encargado de la inspección encuentra algo mal con los papeles y llama a los guardias. Mike trata de escapar y es derribado en el piso a punta de pistola siendo finalmente arrestado. El vídeo a continuación, muestra imágenes fijas establecidas al principio de ese día, destacando detalles nunca antes vistos que apuntan a que Mike era un criminal.

## Lista de canciones
1. «Stripsearch»
2. «Collision»
3. «The Gentle Art of Making Enemies»
4. «Ashes to Ashes»

## Posicionamiento en listas
| Lista (1997)             | Mejor Posición |
| ------------------------ | -------------- |
| Australian Singles Chart | 83             |